# Tobias Knobloch
Tobias Knobloch (* 24. Juli 1574 in Marktbreit, Grafschaft Schwarzenberg; † 3. Januar 1634) war Arzt in Iglau und Ansbach und Hochschullehrer in Wittenberg. Er veröffentlichte unter anderem ein Werk über das Wildbad bei Burgbernheim.

## Leben
Tobias Knobloch wurde am 24. Juli 1574 in Marktbreit geboren. Das Dorf gehörte in den Einflussbereich der Herren von Seinsheim, die in den 1550er Jahren die Reformation im Ort eingeführt hatten. Der Vater Hans Knobloch war in der Stadt als herrschaftlicher Amtsträger eingesetzt. Die Mutter Sybilla Knobloch war eine geborene von Wolkshausen. Das Ehepaar hatte 1571 geheiratet. Tobias Knobloch nahm im Jahr 1594 ein Studium an der Universität Wittenberg auf. Am 3. Juni 1601 disputierte er über Thesen zur Dysenterie und erlangte damit die Zulassung zur Promotion, die im September 1601 erfolgte. Anschließend blieb Knobloch als Hochschullehrer in Wittenberg.
Auf Empfehlung des Wittenberger Theologieprofessors Georg Mylius wurde er am 4. Oktober 1604 als Nachfolger des Matthias Schrambe zum Stadtphysikus von Iglau in Mähren gewählt. Knobloch erreichte Iglau am 29. November 1604, wirkte hier aber nur bis 1606. Der Grund war die fortschreitende Krankheit seiner Ehefrau Maria, geborene Mittelstand. Die Familie kehrte für drei weitere Jahre nach Wittenberg zurück, wo Tobias wieder als akademischer Lehrer wirkte. Erst 1609 wurde er Stadtpyhiskus der brandenburgischen Residenzstadt Ansbach und bezog ein hohes jährliches Gehalt von 40 Gulden. Tobias Knobloch starb am 3. Januar 1634, eines seiner Werke wurde posthum veröffentlicht.

## Ehen und Familie
Am 1. Juni 1602 heiratete Tobias Knobloch in Wittenberg Maria Mittelstand. Die Tochter des Barbiers Daniel Mittelstand wurde wahrscheinlich am 1. Juni 1573 geboren. Sie starb am 19. Dezember 1612. Aus dieser Ehe ging zuerst der begabte, jedoch früh verstorbene Musiker Tobias Knobloch der Jündere (7. Dezember 1611 bis 16. August 1632) hervor, Knobloch ehelichte 1619 in Ansbach Euphrosyne Strobel. Diese überlebte den Arzt und heiratete nach seinem Tod den Juristen Hieronymus Rauchbart. Sie starb am 12. Juni 1659. Aus der Ehe mit Euphrosyne gingen drei Kinder hervor, die allerdings alle nicht das Kleinkinderalter erreichten.
- Johann Philipp (*/† 1620)
- Anna Euphrosyne (*/† 1621)
- Anna Helene (*/† 1622)

## Werke (Auswahl)
Unter Knoblochs Namen sind zahlreiche philosophische und medizinische Thesen seiner Studenten gedruckt, die unter seinem Vorsitz disputierten. Besondere Bedeutung hat sein eigenes Werk über das Burgbernheimer Wildbad. Nach einer Beschreibung des Bades, die sich an anderen Bäderwerken seiner Zeit wie der des Nürnbergers Hans Folz orientierten, fährt Knobloch mit der Aufzählung einer Vielzahl an Heilpflanzen fort, die um Burgbernheim zu finden waren. Knobloch bezog hierdurch in einer der Auseinandersetzungen des Konfessionszeitalters Stellung, indem er die Bedeutung des Badewesens positiv beleuchtete und sich so entschieden gegen das Verbot von Badefreuden wandte.
- Kurtzer und einfeltiger Bericht von der Jetzigen angehenden grassirenden Pestilentz dieses 1605. Jahres, Wittenberg 1605.
- Kurtzer Bericht von dem Podagra und andern Gliedsüchten, Wittenberg 1608.
- Kurtzer und Nohtwendiger Bericht, wie ein jeder mit Gottes hülff sich und die seinen vor der hin unnd wider grassirenden Pestilentz [...] bewahren solle, Nürnberg, ca. 1611.
- Kurtze und Einfältige Beschreibung deß Burkbernheimer Wildt-Badts. Ansbach 1611 (Auflage 1620 online).
- De Lue Venerea. Von Frantzosen kutzer Bericht, Gießen 1620.
- Kurtzes Regiment wider die hin und wider grassierendt und schädlich Seuch der Pestilentz, Ansbach 1626.
- Hippocrates Coi Aphorismi. Nürnberg 1641.